# Jacuzzi

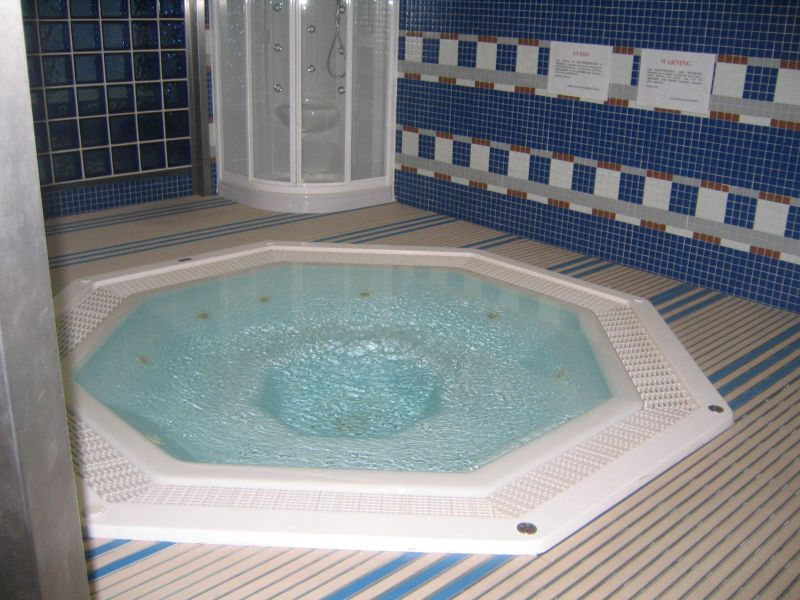
Banyera d'hidromassatges a l'estadi Santiago Bernabéu.

Jacuzzi és una empresa estatunidenca, amb seu a Chino, Califòrnia, que produeix banyeres d'hidromassatge. Fundada l'any 1917 pels set germans Jacuzzi, immigrants italians als Estats Units, l'empresa va començar produint avions; després, bombes hidràuliques per a ús agrícola; i finalment, l'any 1956, Candido Jacuzzi (1903-1986), un dels germans, va inventar la banyera d'hidromassatge. La causa va ser l'artritis reumatoide que patia el seu fill; per guarir-la, el pare va transformar el mecanisme d'una bomba en un equip terapèutic.
L'any 1968, Roy Jacuzzi va veure el potencial comercial d'aquest invent i li va donar la seva forma definitiva, amb sortides d'aigua integrades a l'arquitectura de la banyera. El producte va donar a la companyia fama mundial, i es va popularitzar de tal forma, que avui dia el nom de l'empresa s'ha generalitzat i és usat amb freqüència per a referir-se a qualsevol banyera de característiques similars. El seu eslògan actual és: "Jacuzzi: Water that moves you." (Jacuzzi: l'agua que et mou).